# La Haine des desperados
Pour plus de détails, voir Fiche technique et Distribution.
La Haine des desperados (titre original : The Desperados) est un western américain de Henry Levin sorti en 1969.

## Synopsis
Pendant la guerre de Sécession, Josiah Galt, ancien prédicateur, dirige une bande de maraudeurs – usurpant l’uniforme confédéré – dont font partie ses trois fils : David, Jacob et Adam.
Ces renégats pillent, tuent, violent et brûlent tout sur les ordres de Josiah qui se venge du décès de sa femme, Emily. David a de plus en plus de mal à accepter les exactions ordonnées par son père et, dans une petite ville du Kansas que les desperados viennent de saccager, il s'oppose à son frère Adam lorsque celui-ci tente de violer une jeune femme. Maîtrisé, David est accusé de trahison et condamné à mort par son père lors d’un procès fantoche. Il parvient toutefois à s’évader et, avec sa femme Laura, part pour le Texas sous une fausse identité, David Gant.
Là, David, Laura et leur fils Pauly vivent paisiblement pendant six ans. Mais la guerre se termine. Malgré la capitulation sudiste, la bande de Josiah ne désarme pas ; les vols et les meurtres continuent. Et pour échapper à la justice, la bande part, elle-aussi, pour le Texas. Elle finit par arriver à Chilon, la ville où habite David qui est contraint de révéler son identité et son histoire au marshal. La bande vole la banque mais rencontre une résistance inattendue de la part du shérif, du marshal et de leurs adjoints. Les desperados finissent par quitter la ville en laissant derrière eux Jacob et Adam qui sont faits prisonniers. Bouleversé, David se rend à la prison afin de parler à ses frères qui ignoraient qu’il vivait à Chilon. Josiah organise une expédition et libère Jacob et Adam. L’identité de David est révélée aux habitants de la ville par les adjoints du shérif et du marshal et David manque d’être pendu, sauvé in extremis par le marshal.
David et le marshal Kilpatrick rejoignent le camp de Josiah. Là, David feint de se retourner contre le marshal et de rallier sa famille sous le prétexte qu’il a failli être pendu par les gens de Chilon. Adam est ravi, Jacob se méfie mais lorsque leur père, Josiah, lui demande de tuer le marshal, une bagarre éclate permettant à David et au marshal se s’enfuir. Pendant la fusillade, David tue son jeune frère Adam. Josiah jure de le venger : un fils pour un fils. Il se rend au ranch de David et enlève son petit-fils Pauly. En tentant de l’en empêcher, Laura est mortellement blessée d'un coup de sabot de cheval.
En ville, David apprend d'un des informateurs de Josiah quel est le prochain coup des desperados. Il s'agit de l’attaque d’un train transportant de l'or. La bande dévalise le train et doit être rejointe par un détachement de cavaliers mais c'est David, le marshal et ses hommes qui les attendent. David, monté sur le toit du train, se bat contre son frère Jacob mais un incendie se déclare. David saute du train en marche tandis que Jacob reste coincé. Le train déraille et tombe d’un pont, Jacob à son bord.
Josiah parvient à s'échapper et rejoint sa tanière où Pauly est séquestré. Adah, une jeune prostituée boiteuse, le pousse à boire afin de soustraire Pauly à la vengeance de son grand-père. Retrouvant un peu ses esprits, Josiah cherche l’enfant. Comprenant qu’Adah l’a caché, il sort de la maison et poursuit Pauly dans les rochers. David les rejoint mais Josiah lui demande se lâcher son revolver en échange de la vie de Pauly. David obtempère. Pourtant un coup de feu éclate. C'est Adah qui vient de tirer sur Josiah. Alors que David s’apprête à partir avec son fils Pauly, Ada et le marshal Kilpatrick qui les a rejoints, il revient sur ses pas pour répondre aux appels de son père blessé. Josiah se jette alors sur lui et tous deux chutent mortellement du haut des rochers.
La dernière prémonition d’Emily s’est réalisée. Sur son lit de mort, elle avait averti David : « Vous vous tuerez les uns les autres. »

## Fiche technique
- Titre original : The Desperados
- Réalisation : Henry Levin
- Scénario : Walter Brough d'après une histoire de Clarke Reynolds
- Directeur de la photographie : Sam Leavitt
- Montage : Geoffrey Foot
- Musique : David Whitaker
- Production : Irving Allen
- Genre : western
- Pays de production :  États-Unis
- Durée : 91 minutes
- Date de sortie :
  - États-Unis : 30 avril 1969
  - France : 25 juin 1969
- Affiche : Jean Mascii (France)

## Distribution
- Jack Palance (VF : Serge Sauvion) : Parson Josiah Galt, patriarche de la famille Galt, a la tête du gang Galt
- Sheila Burrell : Emily Galt, la défunte épouse de Josiah et la mère de leurs trois fils
- Vince Edwards (VF : Jacques Thébault) : David Galt, l’ainé des fils de Josiah / David Gant
- Sylvia Syms : Laura, la femme de David
- Benjamin Edney : Pauly, 6 ans, le fils de David et Laura
- George Maharis (VF : Pierre Trabaud) : Jacob Galt, le cadet des fils de Josiah
- Kate O'Mara : Adah, la prostituée boiteuse et la compagne de Jacob
- Christian Roberts (VF : Marc de Georgi) : Adam Galt, le benjamin de la fratrie
- Kenneth Cope : Carlin, le maquereau qui accompagne les desperados
- Patrick Holt : Haller, le principal complice de Josiah
- Christopher Malcolm (VF : Albert Augier) : Gregg, un des acolytes de Josiah
- John Clark : Todd, l’officier nordiste
- Neville Brand (VF : Pierre Collet) : Andy Kilpatrick, marshal fédéral du district de l’est du Texas
- John Paul : Carl Lacey, le shérif de Chilon
- Elliott Sullivan (VF : Louis Arbessier) : Jennison, serait responsable, selon Josiah, du décès de son épouse Emily
- John Paul : Tate, un des adjoints